# Maasim
Maasim is een gemeente in de Filipijnse provincie Sarangani op het eiland Mindanao. Bij de laatste census in 2007 had de gemeente ruim 49 duizend inwoners.

## Geografie

### Bestuurlijke indeling
Maasim is onderverdeeld in de volgende 16 barangays:
| - Amsipit - Bales - Colon - Daliao - Kabatiol - Kablacan - Kamanga - Kanalo | - Lumasal - Lumatil - Malbang - Nomoh - Pananag - Poblacion - Seven Hills - Tinoto |

## Demografie
Maasim had bij de census van 2007 een inwoneraantal van 49.274 mensen. Dit zijn 9.850 mensen (25,0%) meer dan bij de vorige census van 2000. De gemiddelde jaarlijkse groei komt daarmee uit op 3,12%, hetgeen hoger is dan het landelijk jaarlijks gemiddelde over deze periode (2,04%). Vergeleken met de census van 1995 is het aantal mensen met 17.633 (55,7%) toegenomen.

De bevolkingsdichtheid van Maasim was ten tijde van de laatste census, met 49.274 inwoners op 500,43 km², 63,2 mensen per km².